# Велике сисе — велико задовољство
Велике сисе — велико задовољство је италијански порнографски филм из 2009. године. Филм је режирао Дон Зигфредо (итал. Don Sigfredo). Главних глумаца нема. Филм је снимала кућа ATV Entertainment, у хрватској га је издало предузеће Заудер филм из Загреба, а могао се наћи и на пиратском тржишту у Србији. Интерна ознака хрватског издавача је 482 D.

## Опис са омота
Ужитак ће порасти када видите груди ових лијепих дјевојака. Њихове велике дојке воле када их се милује, пипа, љуби и купа под врућим млазом. Заводљивим погледима и неодољивом љепотом заводе мушкарце који их пожудно сишу, а затим им нуде своје пице и влажне гузе за најперверзније игре, ишчекујући тренутак када ће зајечати од угоде.